# Hrabove, Stara Vîjivka
Hrabove (în ucraineană Грабове) este un sat în comuna Serehovîci din raionul Stara Vîjivka, regiunea Volînia, Ucraina.

## Demografie
Componența lingvistică a localității Hrabove
     Ucraineană (98,95%)
     Rusă (1,05%)
Conform recensământului din 2001, majoritatea populației localității Hrabove era vorbitoare de ucraineană (98,95%), existând în minoritate și vorbitori de rusă (1,05%).